# Al-Majriti
Abu-al-Kasim Maslamah (Maslam) ibn Ahmed al-Majriti (arabsko أبو القاسم مسلمة بن أحمد المجريطي), španski astronom, kemik, matematik in učenjak, * ?, Kordoba, Španija, † 1007 ali 1008.

## Življenje in delo
Bil je najzgodnjejši pomemben arabski znanstvenik. Predelal in izdal je al-Hvarizmijeve astronomske in geometrijske tabele. V latinščino jih je leta 1126 prvi prevedel Adelard.
Al-Majriti je spremenil osnovo tablic iz dobe Jazdagirdov v islamsko dobo in zamenjal je poldnevnik arin s poldnevnikom, ki poteka skozi Kordobo. Njegove tolmače k Ptolemejevemu delu Planisphaerium je po arabskem prevodu iz grščine prevedel Herman Koroški. Preko tega prevoda, objavljenega v Toulousu leta 1143 so se zahodnoevropski sholastiki prvič spoznali s Ptolemejevimi astronomskimi nazori.
Med njegovimi častnimi nazivi je bil tudi matematik (al-hasib), saj so ga smatrali za vodjo (imam) matematične znanosti, vključno z merjenji. On in njegov učenec 'Amr-al-Karmani sta Španijo spoznala z deli filozofske šole Iskreni bratje (Ikvan al-Safa).